# Zalaszombatfa, Zala
Zalaszombatfa  este un sat în districtul Lent, județul Zala, Ungaria, având o populație de 47 de locuitori (2011). 

## Demografie
Componența etnică a satului Zalaszombatfa
     Maghiari (100%)
Componența confesională a satului Zalaszombatfa
     Romano-catolici (80,85%)
     Necunoscută (19,15%)
Conform recensământului din 2011, satul Zalaszombatfa avea 47 de locuitori. Din punct de vedere etnic, majoritatea locuitorilor (100,0%) erau maghiari.  Din punct de vedere confesional, majoritatea locuitorilor (80,85%) erau romano-catolici. Pentru 19,15% din locuitori nu este cunoscută apartenența confesională.